# 桜井淑敏
桜井 淑敏（さくらい よしとし、英: Yoshitoshi Sakurai、1944年11月7日 - 2023年10月20日）は、日本の自動車技術者。東京都出身。株式会社レーシング・クラブ・インターナショナル（RCI）社長、桜井文化経済研究所代表、エイム株式会社会長。

## プロフィール

### ホンダ入社
1960年に慶應義塾普通部、1963年に慶應義塾高等学校、1967年に慶應義塾大学工学部を卒業後、本田技研工業（ホンダ）に入社。1970年代にはCVCCエンジンの開発に携わった他、後藤治らと共にシティ用のターボエンジンの開発などを手がける。

### ホンダF1総監督
1984年9月、それまで桜井は研究所でエンジン開発部門のマネージメントをしており、F1エンジンもその中の一つのプロジェクトだったため知ってはいたが直接の関わりは無かった。そこに突然川本信彦から「お前ちょっと現地に行って様子を見てこい」と言われ、直接F1に関わるようになった。当時はTAGポルシェのターボエンジンが圧倒的に強い時期で、F1復帰間もないホンダは信頼性で苦戦し「どこが良くないのか、すらはっきりつかめていなかった」のを見た桜井は、まだF1でどこも導入していなかったテレメトリーシステムやコンピュータを用いてのレースマネージメントでチームのスタッフ全員が「事実情報の共有化」をすることで大きな進歩をホンダにもたらした。以後1987年まで、ホンダF1総監督を務め、ホンダ・RA165Eを開発。1986年と1987年にはウィリアムズとのコンビでF1のコンストラクターズチャンピオンを獲得した他、1987年にはウィリアムズ・ホンダに乗るネルソン・ピケがドライバーズチャンピオンを獲得し、この年2冠を達成した。

### RCI
1987年をもってホンダF1総監督から退くと、1988年6月30日付けで本田技術研究所の取締役を退任し、ホンダを退社。RCI（レーシング・クラブ・インタナショナル）を設立。当初は「日本に本当のモータースポーツ文化を根付かせる」ことを目的として多数の会員を集め、モナコGP観戦ツアーなど様々な活動を行っていたが、バブル景気崩壊後に会員数が減少し、現在ではモータースポーツに限らない「新文化の創造」をコンセプトに様々な活動を行っている。1993年には十勝インターナショナルスピードウェイのコース監修を手がけた。
資生堂「ヴィルフランシュ」（2001年）、コクヨ「BOOTH」（2002年）など多くの新ブランドでジェネラルプロデューサーを務めるなど、近年は自動車以外の分野での活動も多い。

### セナとの関係
アイルトン・セナとは、セナが当時所属していたロータスにホンダエンジンを供給することが決まった1986年頃からの付き合いで、桜井がホンダを退社した後も、セナが精神的に頼りとする数少ない友人の一人であったと言われている。その関係から『わが友アイルトン・セナ』（祥伝社）、『覇者は何処へ 若き英雄アイルトン・セナ』（角川書店）など、著書にはセナに関するものが多い。

### 未成年期の逸話
日本テレビの番組『オシャレ30・30』に出演し、当時の司会者・古舘伊知郎に、中学生時代にギャンブルで多額の借金をしたことがあると告白した。その借金の穴埋めをするために実家の貴重品等を持ち出したことがあるとのことである。

## 著書
- 『ゼロからの挑戦―私は、いかにしてF1で世界を制したか』 祥伝社 (先見サラリーマン・シリーズ (8))、1989年。ISBN  4396610238
- 『ファーステスト・ワン―我が友、アイルトン・セナ 』 勁文社、1989年。ISBN 4766909968
- 『わが友アイルトン・セナ―その天才の秘密を明かす』 祥伝社、1991年。ISBN 4396610416
- 『覇者は何処へ―若き英雄アイルトン・セナ』 角川文庫、1994年。ISBN  4041941016
- 『世界との対決―F1の頂点で見たもの』 PHP研究所、1995年。ISBN 4569541593。文・構成は福田和也
- 『本田宗一郎、セナと私の闘うことと愛すること―自分を限りなく活かすために』 青春出版社プレイブックス、1995年。ISBN 4413016351
- 『今、人気ナンバーワンの講演者初めての語り下ろし! 海のように、風のように』 講談社、2008年。ISBN 4062143054

### 訳・共著
- ブロック・イェイツ 『エンツォ・フェラーリ F1の帝王と呼ばれた男。―跳ね馬の肖像』 集英社、1991年。ISBN  4087731383／集英社文庫、2004年
- 谷口江里也と 『セナ』 早川書房、1996年。ISBN 4152080566